# Lambert Simon

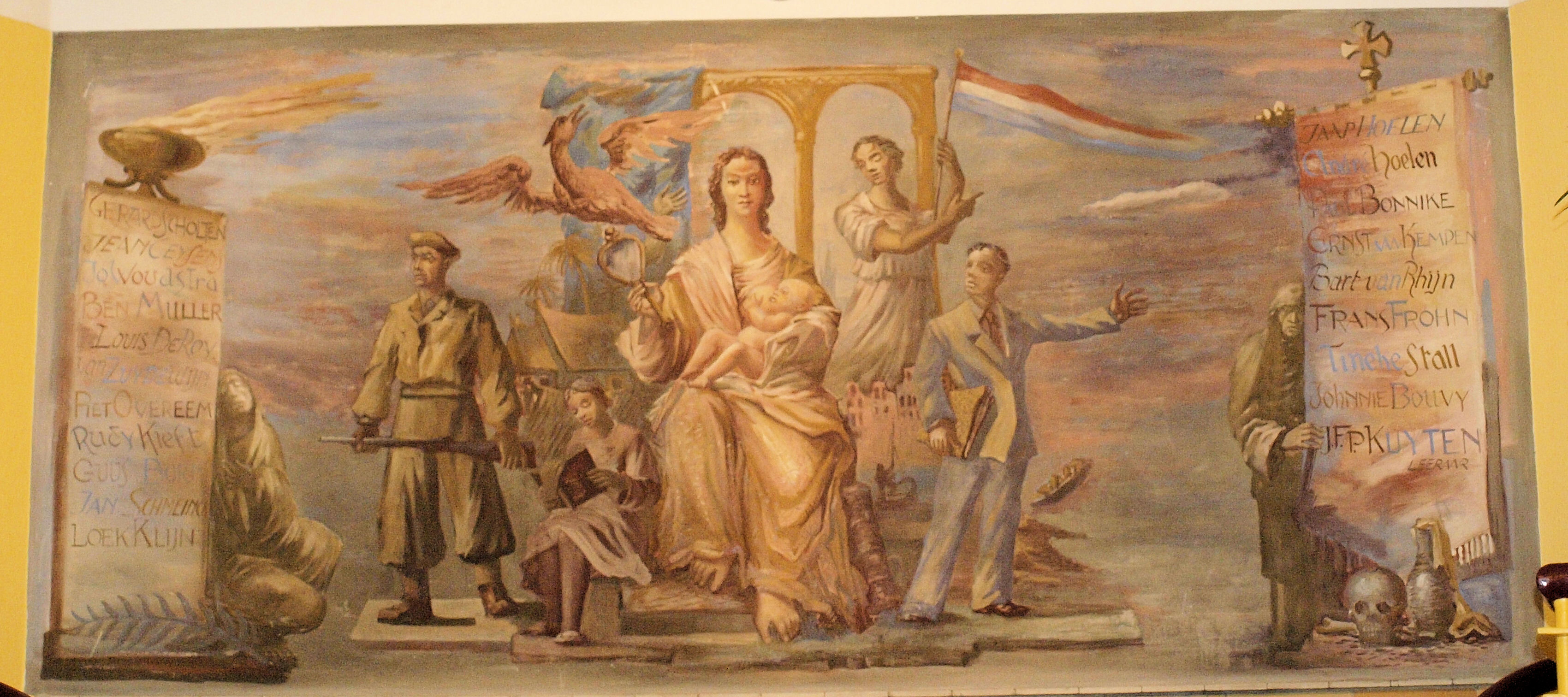
Monument in het Alberdingk Thijm College: militairen in dienst van het Nederlands Koninkrijk 1940-1945 en na 1945, burgerslachtoffers, ontwerp en uitvoering door Lambert Simon.

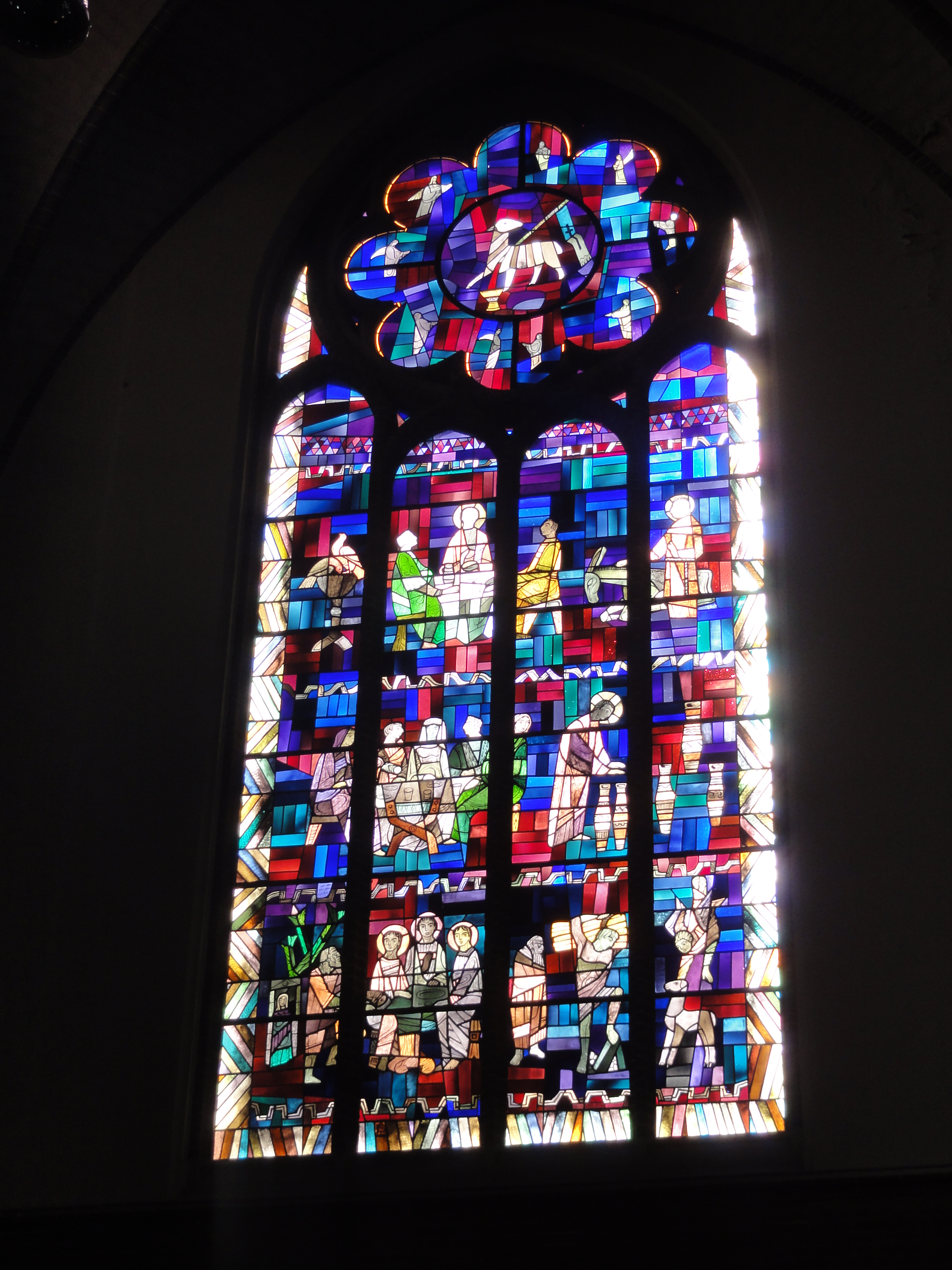
Glas-in-loodraam, Antonius van Padua kerk, Nijmegen

Joannes Baptist (Lambert) Simon (Den Helder, 20 juli 1909 - Nieuwegein, 10 oktober 1987) was een Nederlands schilder, tekenaar, beeldhouwer, muurschilder en glazenier. Hij maakte ook illustraties en omslagen voor de Gemeenschap en voor boekuitgaven van aan dat tijdschrift verbonden auteurs.
Hij woonde en werkte in Den Helder, Parijs en Utrecht. In Utrecht was hij lid van het Genootschap Kunstliefde. Hij gaf les aan de St. Joostacademie in Breda en de Vrije Academie in Utrecht.
In 1945 maakte hij voor de Begijnhofkapel in Amsterdam ter gelegenheid van de viering 600 jaar Mirakel van Amsterdam acht schilderijen, die langs de rand van de balustrade waren aangebracht. Na de Mirakelweken werden deze schilderijen verwijderd en opgeborgen. In juni 2012 werden ze teruggevonden.
Vier grote (5×12 m) glas-in-loodramen (rozet met drie registers) in de Antonius van Paduakerk in Nijmegen vervaardigde hij in 1957-'59 ter gelegenheid van het 40-jarig bestaan van de kerk en het jubileum van deken-pastoor C. van Dijk. Hij bepaalde de iconografie in overleg met professor Frits van der Meer; daarin zijn terug te vinden de Bijbels georiënteerde Nouvelle Théologie (een Franse stroming na de Tweede Wereldoorlog), die in 1966 in Nederland uitmondde in de Nieuwe Katechismus. In 2017 verscheen een fotoboek ter gelegenheid van het 100-jarig bestaan van de kerk; daarin staan beschrijvingen van de ramen en hun ontstaansgeschiedenis.
Een verzameling ontwerptekeningen bevindt zich in het Katholiek Documentatie Centrum in Nijmegen.